# Расследования комиссара Мегрэ (телесериал, Франция)
«Рассле́дования комисса́ра Мегрэ́» (фр. Les enquêtes du commissaire Maigret) — французский детективный телесериал по произведениям Жоржа Сименона, выходивший на экраны с 14 октября 1967 года по 10 июня 1990 года.
Насчитывает 23 сезона (88 серий), в основе которых лежат сюжеты 85 произведений Жоржа Сименона (романы «Жёлтый пёс», «Цена головы» и «Ночь на перекрёстке» были экранизированы дважды).
Исполнитель главной роли — Жан Ришар.

## Сюжет
Главный герой сериала — комиссар Жюль Мегрэ. В ходе своих расследований он сталкивается с представителями самых различных слоёв населения: от бродяг (56-я серия, «Мегрэ и бродяга») до особ, принадлежащих к кругам высшей аристократии (47-я серия, «Мегрэ и дипломат»).